# TV Guide
TV Guide е американско списание с програмата за телевизионните предавания.
В допълнение към програмата публикацията включва новини, интервюта със знаменитости, клюки, филмови резюмета и кръстословици.